# Ljiljana Habjanović Đurović
Ljiljana Habjanović Đurović, cyr. Љиљана Хабјановић Ђуровић (ur. 6 września 1953 w Kruševacu) – serbska pisarka.

## Życiorys
Pochodzi z rodziny wieloetnicznej i wielokulturowej. W Kruševacu ukończyła szkołę podstawową i średnią. Następnie została absolwentką studiów ekonomicznych na Uniwersytecie w Belgradzie. Pracowała w bankowości i turystyce, a w pierwszej połowie lat 90. jako dziennikarka magazynu „DUGA”. Jako pisarka debiutowała w drugiej połowie lat 80. książką Javna ptica. Od 1995 zajęła się zawodowo pisarstwem, w 2003 założyła własne wydawnictwo pod nazwą Globosino Aleksandrija.
Jest autorką ponad dziesięciu powieści, ich bohaterkami stawały się głównie kobiety pochodzące z różnych środowisk, zmagające się z różnymi emocjami i sytuacjami. Ljiljana Habjanović Đurović stała się jedną z najbardziej popularnych serbskich pisarek współczesnych. Za swoją twórczość była wielokrotnie nagradzana, m.in. nagrodą „Kočićevo pero”, a także czterokrotnie nagrodą Biblioteki Narodowej w Belgradzie za najczęściej czytane książki. Jej twórczość była tłumaczona na kilkanaście języków (m.in. włoski, czeski, francuski, angielski i rosyjski).
W 2016 przyjęła propozycję Serbskiej Partii Postępowej wystartowania z jej listy w wyborach parlamentarnych. Otrzymała wysokie miejsce na liście wyborczej SNS. Uzyskała mandat poselski do Zgromadzenia Narodowego Republiki Serbii, z którego zrezygnowała na początku kadencji.

## Twórczość
- Javna ptica (1988)
- Ana Marija me nije volela (1991)
- Iva (1994)
- Srbija pred ogledalom (1994)
- Ženski rodoslov (1996)
- Paunovo pero (1999)
- Petkana (2001)
- Igra anđela (2003)
- Svih žalosnih radost (2005)
- Zapis duše (2007)
- Voda iz kamena (2009)
- Sjaj u oku zvezde (2012)